# Hartmann Grisar
Hartmann Grisar (Coblenza, 22 settembre 1845 – Innsbruck, 25 febbraio 1932) è stato un religioso e storico tedesco, noto soprattutto come biografo e studioso di Martin Lutero.
Gesuita dal 1868, docente all'università di Innsbruck dal 1871, nel 1889 pubblicò degli eccellenti Analecta Romana. Nel 1900 scrisse l'opera storiografica Roma sul finire del mondo antico.

## Opere
- Luther, 3 voll. (I: Luthers Werden - Grundlegung der Spaltung bis 1530; II: Auf der Höhe des Lebens; III: Am Ende der Bahn - Rückblicke), Freiburg im Breisgau, Herdersche Verlagshandlung, 1911-1912.
- Martin Luthers Leben und sein Werk, zusammenfassend dargestellt, Freiburg im Breisgau, Herder & Co. GmbH Verlagsbuchhandlung, 1926.

### Edizioni italiane
- Reale Accademia dei Lincei, Il tempio del Clitunno e la Chiesa spoletina di S. Salvatore, Roma, 1895.
- I Papi del Medioevo (vol I: Roma dalla caduta dell'Impero; vol. II: Roma sotto la dominazione ostrogota e bizantina), Roma, Tipografia Vaticana, 1897.
- Lutero: la sua vita e le sue opere (Martin Luthers Leben und sein Werk), traduzione autorizzata dal tedesco a cura del prof. Alessandro Arrò, Torino, Società Editrice Internazionale, 1933, SBN PAL0091839.
- Roma alla fine del mondo antico secondo le fonti scritte e i monumenti, traduzione di Angelo Mercati, Roma, Desclèe e C. Editori, 1908; nuova ed. a cura di Alfonso Bartoli, Desclèe e C. Editori, 1930-1943.